# Horst Hempel
Horst Hempel (ur. 3 lutego 1910, zm. 6 czerwca 1990 w Düsseldorfie) – zbrodniarz hitlerowski, członek załogi niemieckiego obozu koncentracyjnego Sachsenhausen i SS-Hauptscharführer.
Urodził się w Królewcu. W latach 1941–1945 pełnił służbę w obozie Sachsenhausen jako kierownik bloku (Blockführer) i pisarz obozowy (Lagerschreiber). Hempel brał udział w masowych mordach na jeńcach radzieckich oraz dopuszczał się indywidualnych morderstw i innych aktów sadyzmu wobec więźniów.
Radziecki Trybunał Wojskowy w Berlinie skazał Hempela podczas procesu załogi Sachsenhausen na karę dożywotniego pozbawienia wolności połączonego z ciężkimi robotami. Zwolniono go około roku 1955 na mocy umowy amnestyjnej zawartej między ZSRR i RFN. Został jednak ponownie aresztowany, tym razem przez władze zachodnioniemieckie i skazany przez sąd w Düsseldorfie 15 października 1960 na karę 5 lat pozbawienia wolności.